# The Singles (álbum de The Who)
The Singles é uma coletânea da banda de rock britânica The Who lançada exclusivamente no Reino Unido em novembro de 1984 pela Polydor Records.

## Faixas
Todas as canções compostas por Pete Townshend, exceto onde especificado em contrário.
1. "Substitute"
2. "I'm a Boy"
3. "Happy Jack"
4. "Pictures of Lily"
5. "I Can See for Miles"
6. "Magic Bus"
7. "Pinball Wizard"
8. "My Generation"
9. "Summertime Blues" (Jerry Capehart & Eddie Cochran)
10. "Won't Get Fooled Again"
11. "Let's See Action"
12. "Join Together"
13. "5:15"
14. "Squeeze Box"
15. "Who Are You"
16. "You Better You Bet"